# Girmaw Amare
Girmaw Amare (hebräisch גירמה אמרה; * 26. Oktober 1987 in West Gojjam) ist ein israelischer Leichtathlet äthiopischer Herkunft, der sich auf den Langstreckenlauf spezialisiert hat.

## Leben
Girmaw Amare wuchs im ländlichen Äthiopien auf. Er wurde in eine Familie jüdischen Glaubens geboren. Als Neunzehnjähriger siedelte er 2006 zusammen mit seiner Familie nach Israel über. Zunächst war nach dem Umzug im Ankommenszentrum nicht an eine Läuferkarriere für ihn zu denken. Er begann zunächst die hebräische Sprache zu erlernen. Nachdem er ohne ausgiebiges Training den siebten Platz über 10 km im Rahmen des Jerusalem-Marathons belegt hatte, wurde er von dem ebenfalls aus Äthiopien stammenden, späteren israelischen Nationaltrainer in die Hadar Yosef National Athletics Academy eingeladen, wo er fortan unter professionelleren Strukturen trainieren konnte.
Amare wurde israelischer Staatsbürger. Er ist verheiratet und Vater einer Tochter.

## Sportliche Laufbahn
Girmaw Amare nahm im Jahr 2010 an seinen ersten internationalen Laufwettkämpfen für Israel teil. In jenem Jahr belegte er bei den nationalen Meisterschaften den vierten Platz im 10.000-Meter-Lauf. Nachdem er auch in den folgenden Jahren hauptsächlich über 10.000 Meter an den Start ging, trat er ab 2013 auch über längere Distanzen an. Im Sommer bestritt er bei der Universiade in Kasan seinen ersten Wettkampf im Halbmarathon. Er beendete das Rennen auf dem 21. Platz. 2014 wurde Amare Israelischer Vizemeister im 5000-Meter-Lauf. Im August trat er in Zürich zum ersten Mal bei Europameisterschaften an. Im Rennen über 10.000 Meter belegte er den 18. Platz. 2015 lief er im Januar in 28:52,50 min persönliche Bestzeit über 10.000 Meter. Im Sommer wurde er erneut Israelischer Vizemeister über 5000 Meter. 2016 startete er in Amsterdam zum zweiten Mal über 10.000 Meter bei den Europameisterschaften. Aufgrund eines Bahnübertretens wurde er diesmal allerdings disqualifiziert. 2017 bestritt Amare im Januar seinen ersten Wettkampf im Marathon und konnte sich für die Weltmeisterschaften im August in London qualifizieren. Dort blieb er allerdings deutlich hinter seiner Zeit aus dem Januar zurück und belegte nach 2:26:37 h Platz 61.
2018 trat Amare im März bei den Halbmarathon-Weltmeisterschaften in Valencia an. Er lief in 1:03:19 h eine neue Bestzeit, kam dennoch nicht über Platz 52 hinaus. Im Sommer gewann er über 5000 Meter seinen ersten und bislang einzigen Israelischen Meistertitel. Zudem stellte er im Marathon zwischenzeitlich einen neuen Nationalrekord auf. Im August nahm er in Berlin zum dritten Mal im 10.000-Meter-Lauf an den Europameisterschaften teil. Diesmal belegte er den 25. Platz. 2019 belegte er mit neuer Bestzeit von 2:09:54 h den siebten Platz beim Prag-Marathon. Im Jahr darauf bestritt im Februar er den Sevilla-Marathon und beendete ihn nach 2:07:28 h auf dem elften Platz. Dies ist zugleich seine persönliche Marathonbestzeit. Später im Oktober startete er in Polen erneut bei den Halbmarathon-Weltmeisterschaften. Nach 1:02:03 h erreichte er auf dem 39. Platz das Ziel. Aufgrund seiner Marathonbestzeit qualifizierte sich Amare für seine ersten Teilnahme an den Olympischen Sommerspielen. Nachdem diese aufgrund der COVID-19-Pandemie um ein Jahr verschoben wurde, trat er im August 2021 bei den Spielen an. Er lief 2:16:17 h und beendete den Wettkampf damit auf dem 28. Platz. Im April 2022 stellte Amare in Berlin mit 1:02:00 h eine neue Bestzeit im Halbmarathon auf und belegte damit den 13. Platz. Später im August trat er in München zum dritten Mal bei den Europameisterschaften an und erzielte mit Platz neun im Marathon sein bestes EM-Ergebnis.
2023 nahm Amare in Riga an den ersten Straßenlauf-Weltmeisterschaften teil. Im Wettkampf über die Halbmarathondistanz belegte er den 41. Platz.

## Wichtige Wettbewerbe
| Jahr               | Veranstaltung                    | Ort                | Platz              | Disziplin          | Zeit               |
| Startet für Israel | Startet für Israel               | Startet für Israel | Startet für Israel | Startet für Israel | Startet für Israel |
| ------------------ | -------------------------------- | ------------------ | ------------------ | ------------------ | ------------------ |
| 2013               | Universiade                      | Kasan              | 21.                | Halbmarathon       | 1:08:38 h          |
| 2014               | Europameisterschaften            | Zürich             | 18.                | 10.000 m           | 30:53,87 min       |
| 2016               | Europameisterschaften            | Amsterdam          |                    | 10.000 m           | DSQ                |
| 2017               | Weltmeisterschaften              | London             | 61.                | Marathon           | 2:26:37 h          |
| 2018               | Halbmarathon-Weltmeisterschaften | Valencia           | 52.                | Halbmarathon       | 1:03:19 h          |
| 2018               | Europameisterschaften            | Berlin             | 25.                | 10.000 m           | 30:11,91 min       |
| 2020               | Halbmarathon-Weltmeisterschaften | Gdynia             | 39.                | Halbmarathon       | 1:02:03 h          |
| 2021               | Olympische Sommerspiele          | Tokio              | 28.                | Marathon           | 2:16:17 h          |
| 2022               | Europameisterschaften            | München            | 9.                 | Marathon           | 2:11:32 h          |
| 2023               | Straßenlauf-Weltmeisterschaften  | Riga               | 41.                | Halbmarathon       | 1:02:53 h          |

## Persönliche Bestleistungen
Freiluft
- 3000 m: 8:02,73 min, 9. Juni 2020, Tel Aviv
- 5000 m: 13:48,32 min, 23. März 2022, Tel Aviv
- 10.000 m: 28:10,32 min, 28. April 2015, Tel Aviv
- 10-km-Lauf: 28:55 min, 6. November 2020, Tel Aviv
- Halbmarathon: 1:02:00 h, 3. April 2022, Berlin
- Marathonlauf: 2:07:28 h, 23. Februar 2020, Sevilla